# 외르크 란츠 폰 리벤펠스

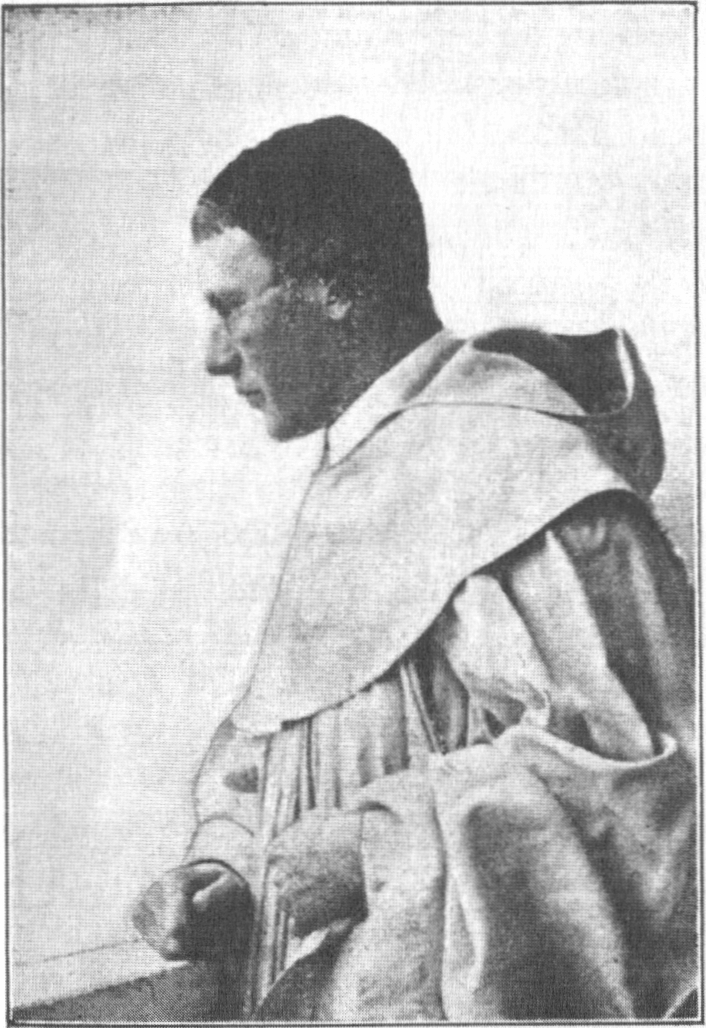

외르크 란츠 폰 리벤펠스(독일어: Jörg Lanz von Liebenfels, 1874년 7월 19일~1954년 4월 22일)는 오스트리아의 정치 이론가, 인종 이론가, 오컬트주의자이다. 본명은 아돌프 요제프 란츠(독일어: Adolf Josef Lanz)로 아리아학(Ariosophy)의 창시자로 잘 알려져 있다. 전직 수도사였으며 이후 잡지 《오스타라》(Ostara)를 출간하여 반유대주의와 푈키시 운동 이론들을 설파했다.

## 같이 보기
- 독일 신비주의
  - 하나님의 친구들
- 밀교적 나치즘
- 나치 오컬트
- 신지학